# Literature to go

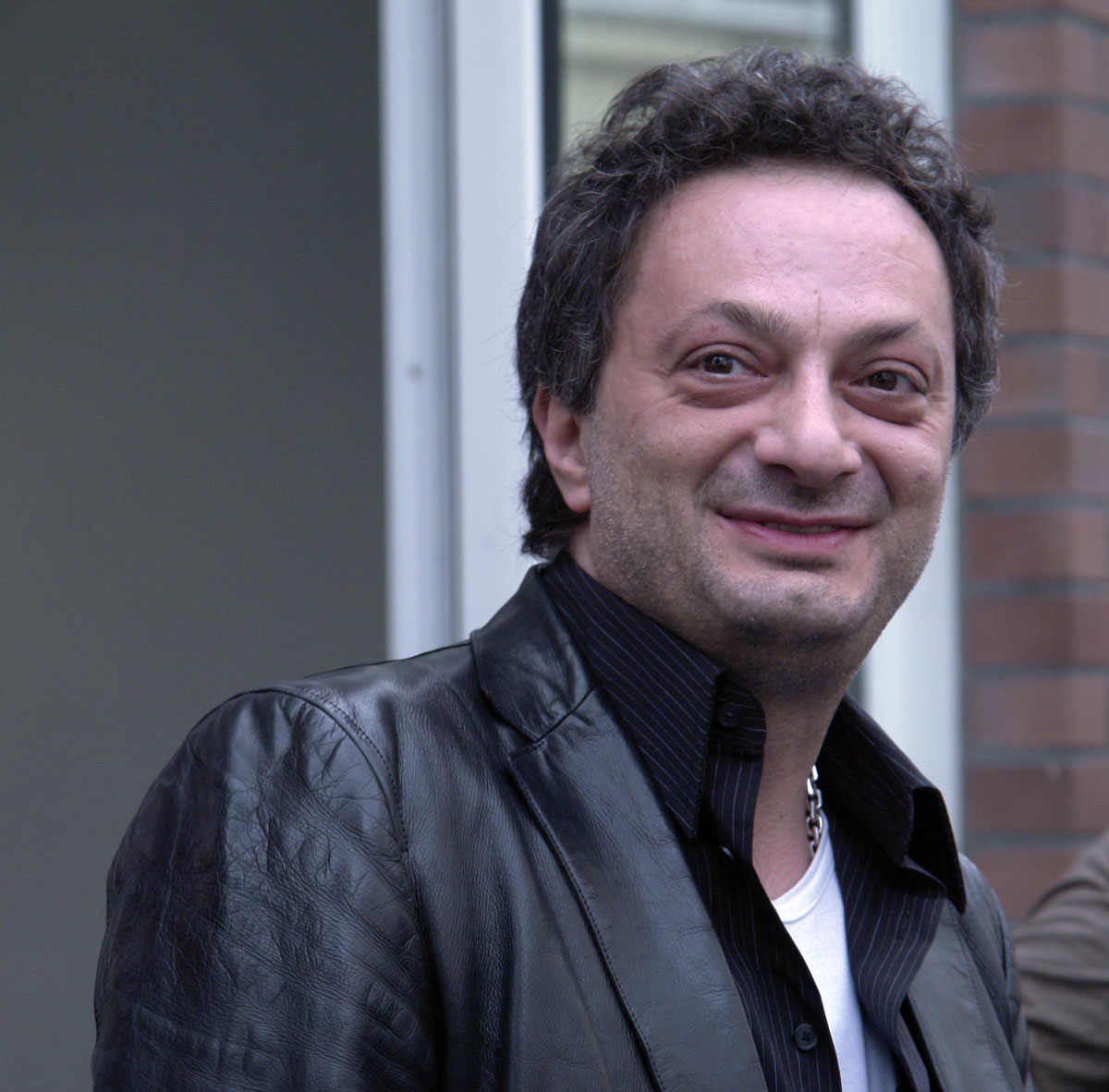
Feridun Zaimoglu (2006)

Literature to go war der Kurztitel der Vorlesungsreihe, die Feridun Zaimoglu im Sommersemester 2004 am Peter Szondi-Institut für Allgemeine und Vergleichende Literaturwissenschaft der Freien Universität Berlin als Samuel-Fischer-Gastprofessor für Literatur geleitet hat. Nach den Veranstaltungen erschien 2008 ein gleichnamiges Buch mit Mitschriften der Vorlesungen. Das Konzept der Reihe, die aufgrund des Erfolges auch für das Fernsehen adaptiert werden sollte, wurde 2007 und 2008 für eine Veranstaltungsreihe am Theater Kiel wieder aufgenommen. Diese trug den Namen Zaimoglus Salon.

## Allgemeines
Die Berliner Veranstaltung fand das gesamte Sommersemester 2004 über jeden Montag um 18 Uhr in der Institutsvilla am Dahlemer Hüttenweg statt. Über das Konzept der Vorlesungen wurde berichtet, Zaimoglu habe „einen Haufen Leute eingeladen, die nicht unbedingt etwas mit Literatur zu tun hätten, aber hier doch mal bitte ihre Show abziehen sollen, damit es richtig geil wird“. Die Gäste lasen jeweils zu Beginn der Veranstaltung eigene und fremde Texte, die danach diskutiert wurden. In der Buchausgabe nachzulesen sind während der Veranstaltungen geführte Gespräche Zaimoglus mit İmran Ayata, Maxim Biller, Neco Çelik, Ralf Fücks, Maybrit Illner, Marius Meller, Albert Ostermaier, Peter Siller, Benjamin von Stuckrad-Barre, Moritz von Uslar, Klaus Vater und Volker Weidermann. Eine Einleitung verfasste Feridun Zaimoglu selbst, das Nachwort stammt von Juan Moreno.

## Medienspiegel
Die Veranstaltung fand ein großes Medieninteresse. Insbesondere die Einladung Joschka Fischers wurde bundesweit in den Medien besprochen. Der damalige Außenminister ließ sich kurzfristig wegen einer Grippe entschuldigen. Werner van Bebber vom Berliner Tagesspiegel schrieb über die Veranstaltung: „Literatur unter Neonröhren, doch gartenluftdurchströmt – ein guter Ort, um literarische Fähigkeit mit studentischen Erwartungen zu konfrontieren. Zaimoglu hat sein Seminar „Literature to go“, genannt. Man soll etwas mitnehmen können, nicht viel Theorie, aber etwas, das man brauchen kann.“ Tobias Lehmkuhl beschrieb die Antrittsvorlesung des Schriftstellers in der Berliner Zeitung über sein eigenes Werk Zwölf Gramm Glück als „Selbstentzündung im Salon“. „Nachdem man sich in diese Traumwelt hat entführen lassen und sie für eine Weile die eigene geworden ist, wird man einsehen, dass nichts so abwegig und kitschig ist, wie die Wirklichkeit selbst.“ Wolfgang Schneider von der Frankfurter Allgemeinen befand später, dass „ungeachtet der Hip-Hop-Optik seines schweren Schmucks (...) Feridun Zaimoglu sogleich als Liebenswürdigkeit in Person zu erkennen (sei). Er hat eine sokratische Art, Informationen aus den Gesprächspartnern herauszukitzeln: 'Albert, wie zum Teufel machst du das?' wandte er sich an Albert Ostermaier, der ein wenig Lyrik vorgetragen hatte.“

## Einzelbelege
1. ↑  http://www.complit.fu-berlin.de/editionavl/buecher/literaturetogo.html
2. 1 2  Tobias Lehmkuhl: Feridun Zaimoglus Antrittslesung in der FU: Selbstentzündung im Salon. In: Berliner Zeitung. 16. April 2004, abgerufen am 9. Juni 2015.
3. ↑  Kolja Mensing: Warten auf Joschka. In: Berliner Zeitung. 7. Juli 2004, abgerufen am 9. Juni 2015.
4. 1 2  Wolfgang Schneider:
Berliner Gastgeberprofessur – Feridun Zaimoglu lädt ein; Frankfurter Allgemeine Zeitung, 8. Juli 2004, S. 29
5. ↑  Werner van Bebber: Aus dem Bauch der Macht. In: Der Tagesspiegel. 13. Mai 2004, archiviert vom Original.